# Тагдал
Тагдал (фр. Tagdal), также тагдалт, — смешанный северосонгайский язык, на котором говорят в центральном Нигере.

## Классификация
Ethnologue называет язык смешанным берберо-сонгайским, однако другие исследователи причисляют язык к северной ветви сонгайской семьи.

## Лингвогеография и современное положение

### Ареал и численность
По оценке 2000 года, на языке говорило 26 900 человек.
На языке говорят в основном в центральных районах Нигера: в департаментах Арли и Чирозерин в регионе Агадес, на юго-востоке региона Тахуа, северо-западе региона Зиндер и на севере региона Маради.

### Социолингвистические данные
Тагдал ещё используется в повседневной жизни, однако постепенно вытесняется французским, арабским, хауса и тауллемметом.

### Диалекты
У языка два диалекта: северный и южный. На северном диалекте говорит кочевой пасторалистский берберский народ игдален, живущий на востоке региона Тахуа. На южном же говорит народ ибероган, живущий близ малийской границы.

## Лингвистическая характеристика

### Лексика
Лексика тагдала состоит на 75—80 % из берберских слов. Повседневный лексикон на 50 % состоит из сонгайских слов.